# BMW R 1100 S
 (juillet 2025).
Si vous disposez d'ouvrages ou d'articles de référence ou si vous connaissez des sites web de qualité traitant du thème abordé ici, merci de compléter l'article en donnant les références utiles à sa vérifiabilité et en les liant à la section « Notes et références ».
La R 1100 S est un modèle de motocyclette du constructeur bavarois BMW.
Elle utilise un moteur à injection de 1 085 cm³ développant 98 ch.